# Pel-Air

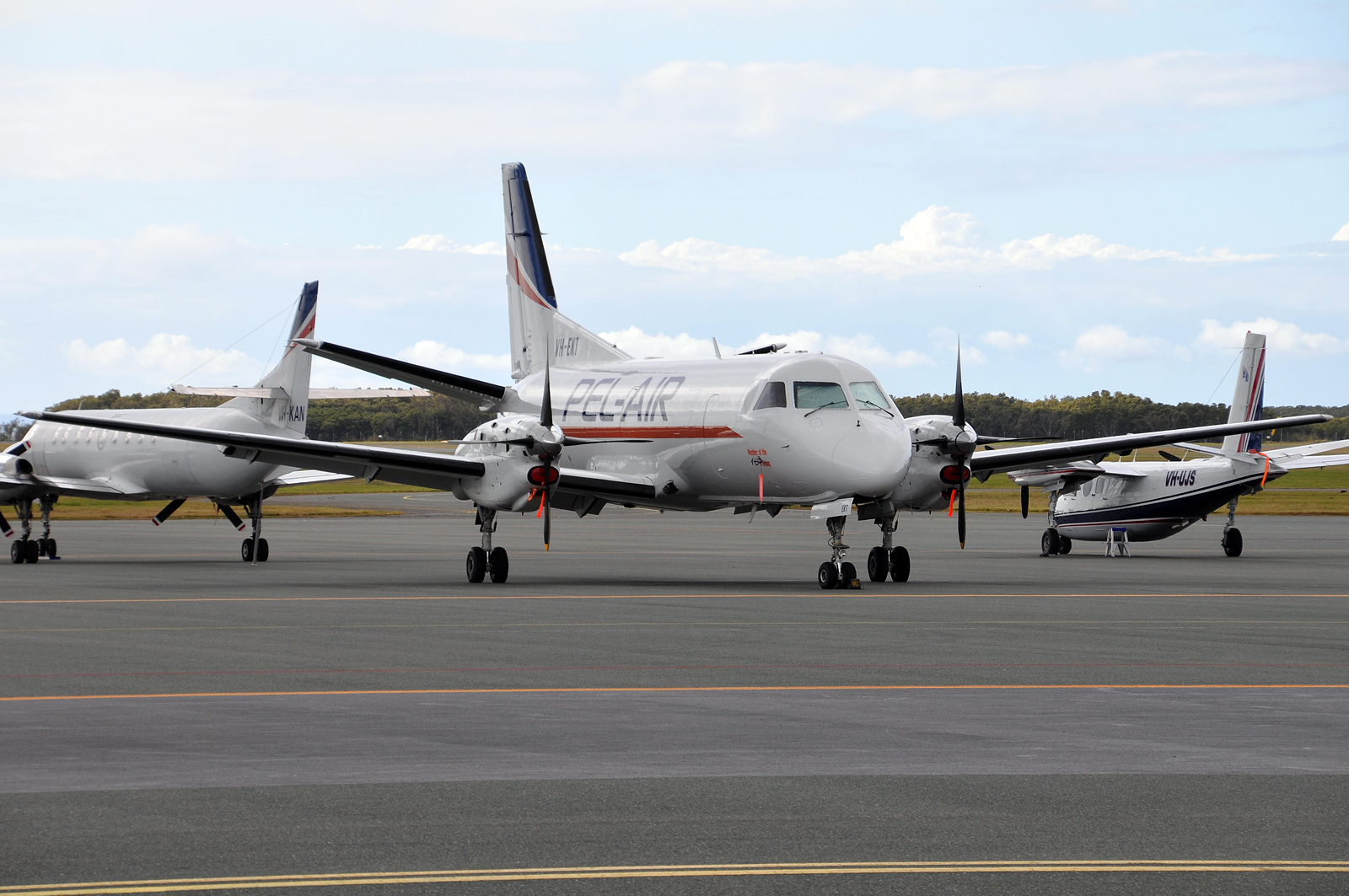
Saab 340 в аэропорту Брисбена

Pel-Air — австралийская чартерная авиакомпания. Базируется в Международном аэропорту имени Кингсфорда Смита в Сиднее. Авиакомпания полностью принадлежит компании Regional Express Holdings.

## История
Авиакомпания была основана в 1984 году, а полёты начала в 1985.
В июне 2007 года была приобретена компанией Regional Express Holdings.

## Деятельность

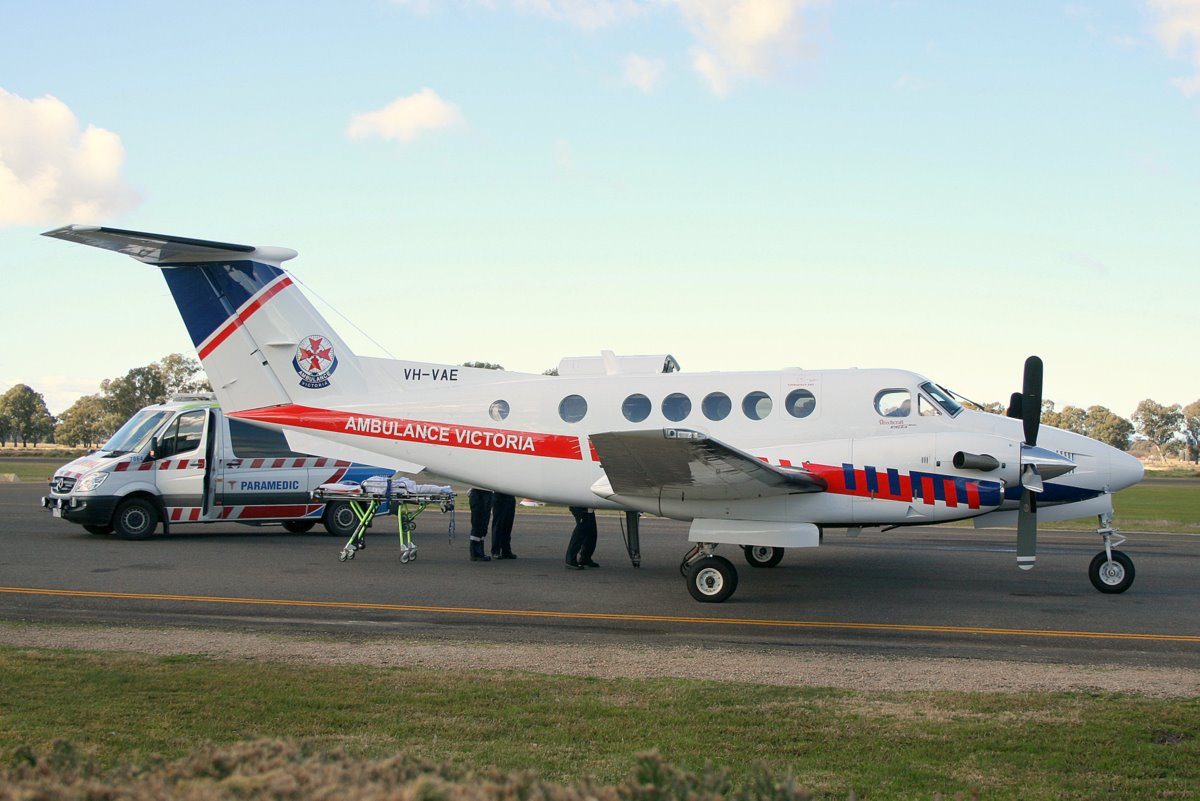
Перевозка больного на санитарном рейсе

С 1996 года Pel-Air оказывала услуги Силам обороны Австралии.
В 2011 году авиакомпания подписала трёхлетний контракт с Силам обороны Австралии на 47 миллионов долларов.
В начале 2020 года авиакомпания подписала контракт на выполнение рейсов санитарной авиации с 2022 по 2032 год от имени скорой помощи штата Новый Южный Уэльс. Согласно контракту авиакомпания задействует для полётов 5 самолётов с пилотами и обеспечит их обслуживание. Заказ на новые самолёты уже оформлен — 5 Beechcraft King Air 350 ожидаются к поставке в 2020 году.
Аналогичный контракт Pel-Air со скорой помощью штата Виктория был заключен в 2009 году и продлевался. По состоянию на февраль 2020 года срок контракта истекает в 2023 году.

## Флот
На февраль 2020 года авиакомпания имела флот из 16 самолётов:
- 4 Beech King Air 200C
- 6 IAI Westwind 1124
- 1 Learjet 35
- 1 Learjet 36
- 3 Saab 340 F

5 новых Beechcraft King Air ожидаются в 2020—2021 годах от Textron Aviation, которая уже 10 ле занимается обслуживанием самолётов компании.
Также Pel-Air может использовать воздушные суда авиакомпании Regional Express Airlines.

#### Галерея

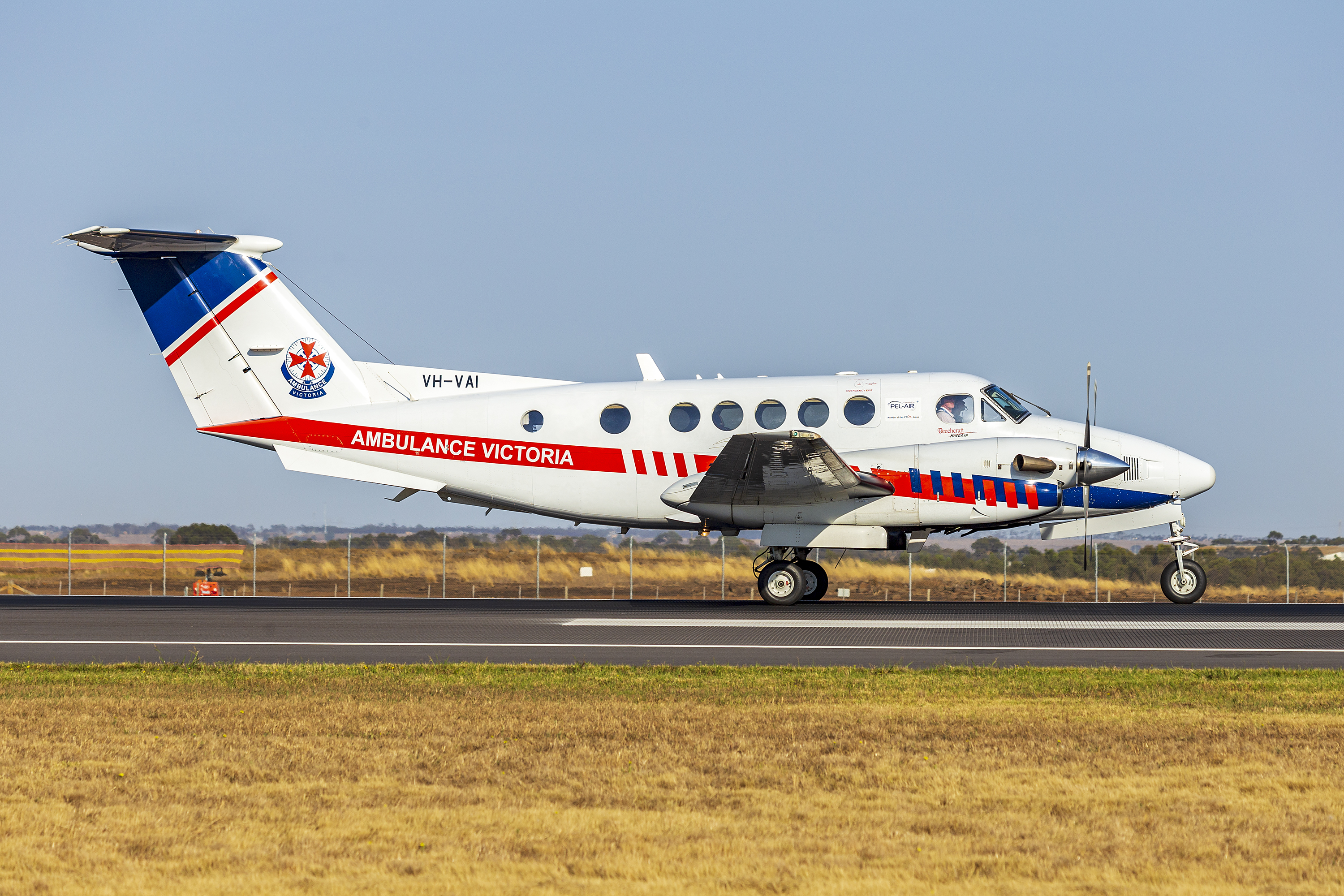
Beechcraft King Air в специальной ливрее скорой помощи штата Виктория
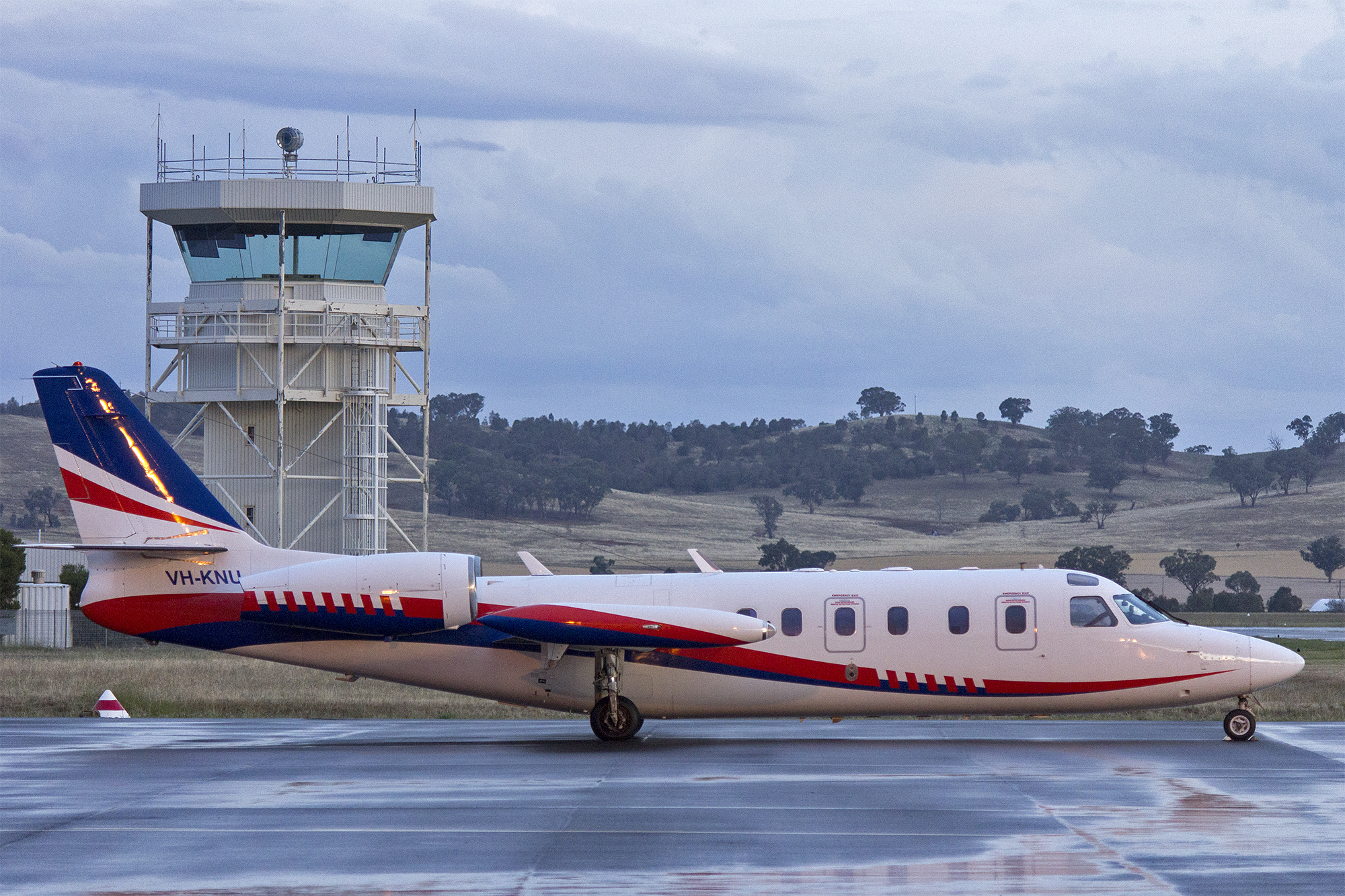
IAI Westwind 1124
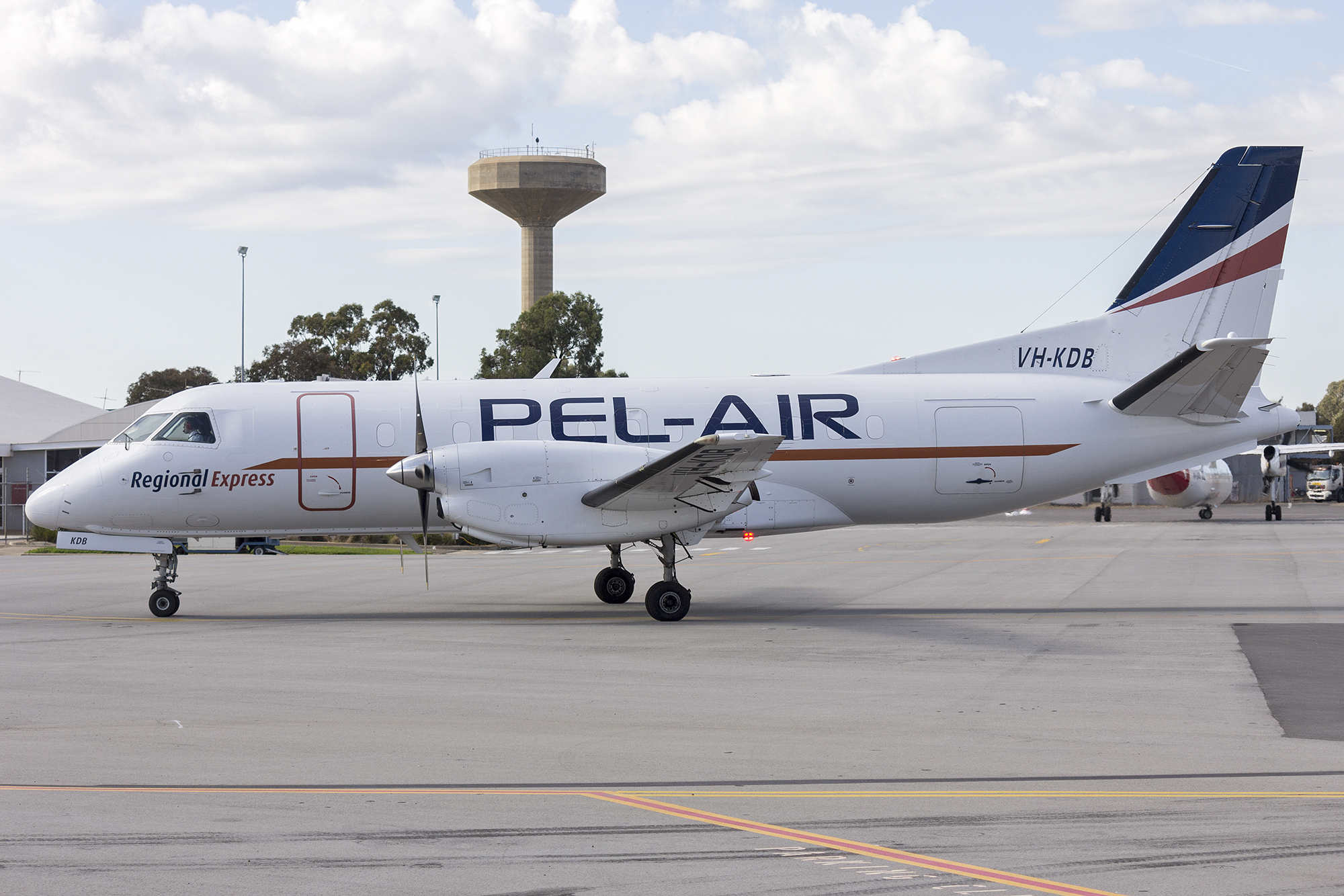
Saab 340F
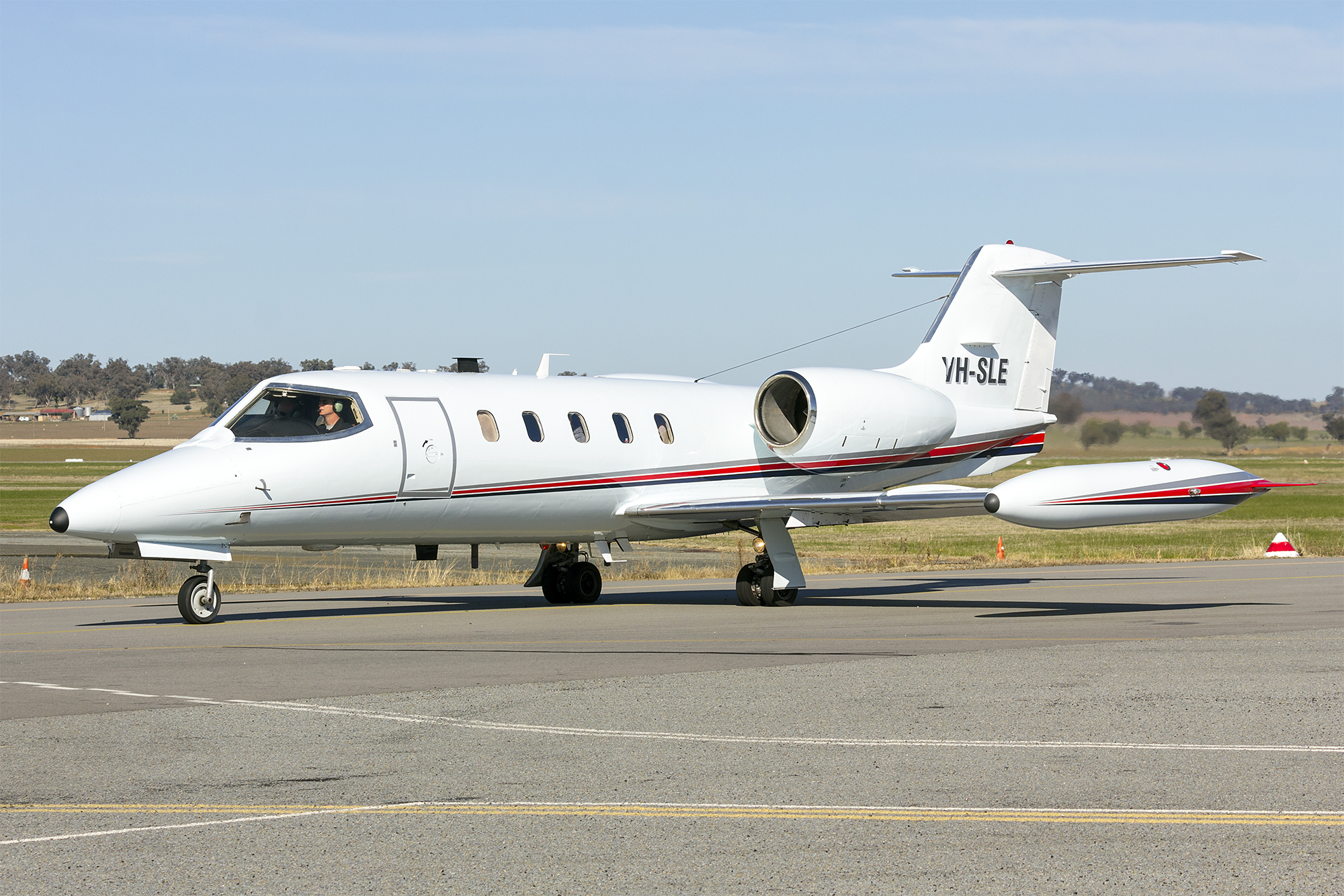
Learjet 35A
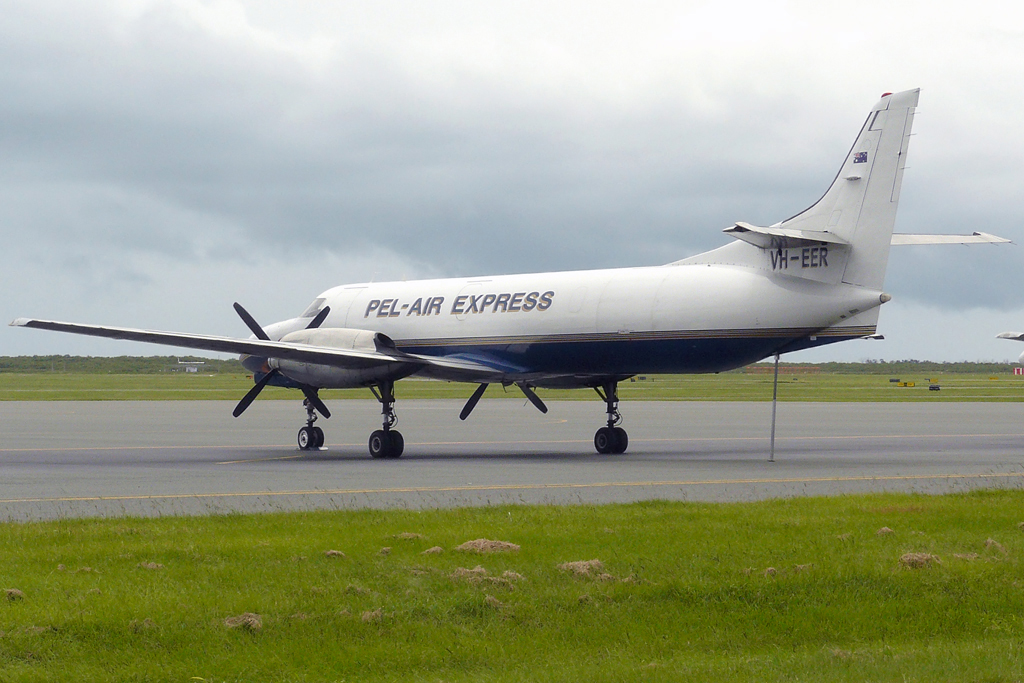
Fairchild Swearingen Metroliner в 2008 году
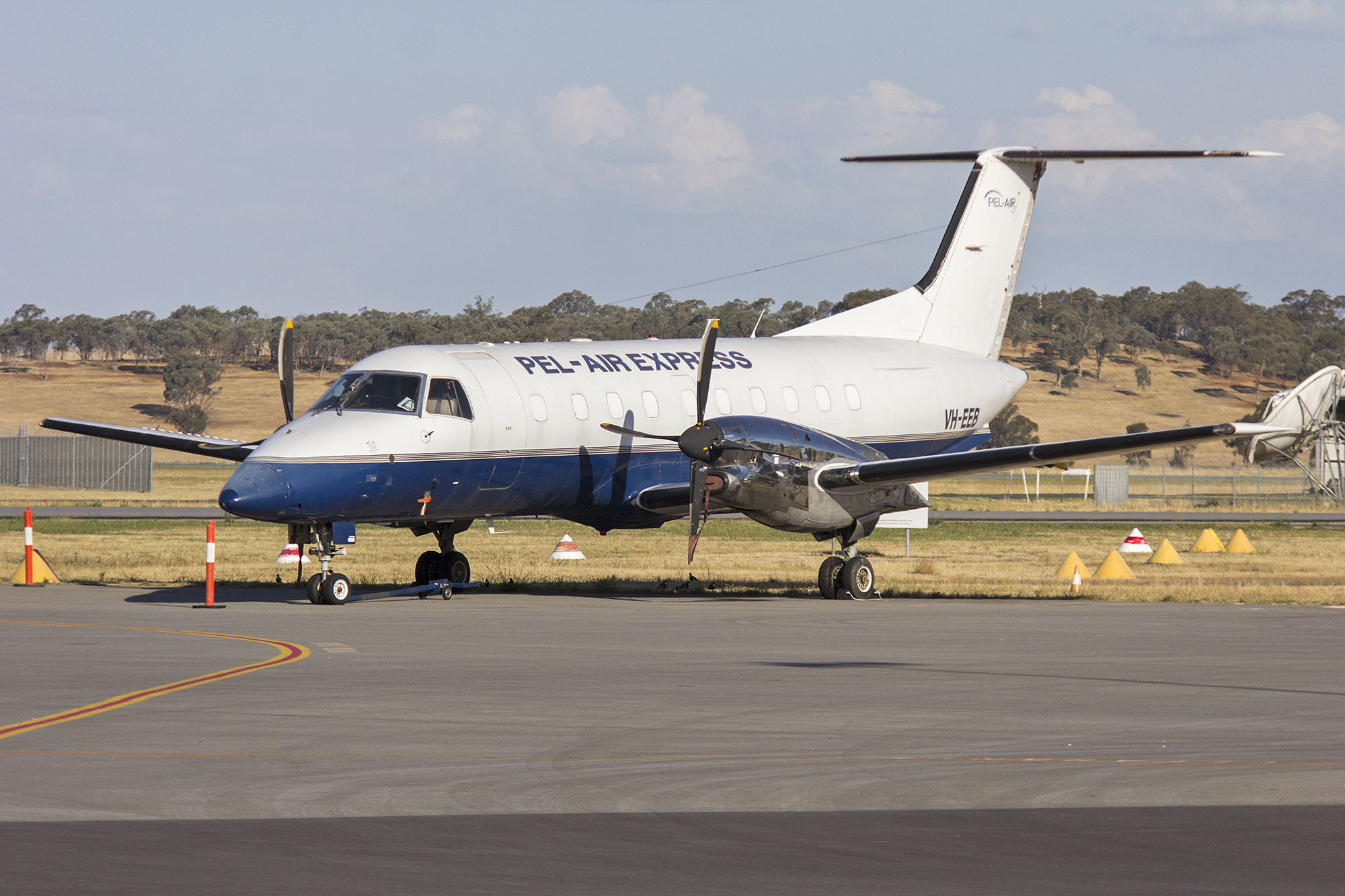
Embraer EMB 120 Brasilia в 2014 году

## Инциденты
- 18 ноября 2009 года самолёт IAI Westwind авиакомпании Pel-Air, выполнявший рейс санитарной авиации, не смог приземлиться в аэропорту острова Норфолк из-за плохой погоды. Командир воздушного судна был вынужден приводнить самолёт. Все бывшие на борту спаслись[13].